# Léon-Henri Devin
Léon-Henri Devin (Paris, 27 décembre 1879 - Paris, 7 février 1973), est un officier de marine français. 

## Biographie
Il entre à l’École navale en octobre 1897 et en sort aspirant de 1re classe en octobre 1900. Il sert alors sur le Redoutable à l'état-major de l'amiral commandant l'escadre d'Extrême-Orient et prend part aux opérations sur les côtes de Chine. 
Enseigne de vaisseau (octobre 1902), il est chargé du service torpilles du contre-torpilleur Fauconneau en escadre du Nord et sert en 1903 à la défense mobile de Bizerte et à la 3e flottille de torpilleurs de la division navale de Tunisie. 
En mai 1905, il est envoyé à la 1re flottille de sous-marins de Méditerranée à Toulon et devient en 1907 le second du sous-marin Cigogne. Second de la 3e flottille de torpilleurs à Bizerte (mai 1908), il sert en 1910 sur le croiseur Guichen en mission en Argentine et est nommé lieutenant de vaisseau (juin 1910). 
Il passe en janvier 1911 sur le cuirassé Mirabeau en Méditerranée puis devient en novembre 1913 commandant du sous-marin Ampère avec lequel il participe aux opérations de l'Adriatique (1914-1915) et reçoit une citation ainsi que les félicitations de l'amiral de Lapeyrère pour les missions périlleuses qu'il a effectuées. 
En juin 1916, il commande le sous-marin Foucault. Attaqué par l'aviation autrichienne le 15 septembre, le sous-marin, touché, disparait. Devin sauve son équipage mais est fait prisonnier. Libéré en novembre 1918, il est aussitôt acquitté par le conseil de guerre et félicité. Promu capitaine de corvette (mars 1919), il est attaché naval adjoint à Rome puis suit les cours de l’École supérieure de marine en 1920. Il en sort breveté et est muté au cabinet du ministre puis est détaché auprès du rapporteur du budget. 
Capitaine de frégate (novembre 1921), second du croiseur Jeanne-d'Arc à la division des écoles de l'Océan, il commande en août 1923 le croiseur Thionville en Méditerranée puis est de nouveau nommé au cabinet du ministre (octobre 1925) et est détaché auprès de la Commission des finances de la Chambre où il défendit admirablement les budgets de la marine. 
Capitaine de vaisseau (janvier 1927), il reçoit le commandement du croiseur Jules-Michelet à la division navale d'Extrême-Orient puis devient en 1929, auditeur au Centre des hautes études navales. En septembre 1930, il commande l’École navale à Brest et reçoit un témoignage officiel de satisfaction. 
Contre-amiral (octobre 1932), major général du port de Cherbourg, chef de la section des armements navals à l’état-major général (mars 1933), il commande en 1934 la 2e flottille de sous-marins avec pavillon sur le ravitailleur Jules-Verne. 
Vice-président du Comité technique et de la commission permanente des essais des bâtiments de la flotte (août 1936), il est nommé préfet maritime de Brest et vice-amiral en septembre. Promu vice-amiral d'escadre (octobre), il commande en septembre 1938 l'escadre d'instruction puis est nommé en juin 1939, directeur du personnel militaire de la flotte. 
Préfet maritime de Toulon (janvier 1940), il obtient un nouveau témoignage de satisfaction pour la mise en état de défense du camp retranché de Toulon ainsi que l'organisation des forces navales lors des hostilités avec l'Italie. Il prend sa retraite en août 1940. 

## Récompenses et distinctions
- Grand officier de la Légion d'honneur (22 juin 1939)[1]
  -  Commandeur de la Légion d'honneur (3 juillet 1933)
  -  Officier de la Légion d'honneur (30 avril 1921)
  -  Chevalier de la Légion d'honneur (31 décembre 1913)
- Croix de guerre 1914–1918, Cité à l'ordre de l'Armée navale en novembre 1915 : « S'est distingué, depuis l'ouverture des hostilités par son entrain et son courage dans de nombreuses et périlleuses opérations dans l'Adriatique, au cours desquelles il a toujours parfaitement manœuvré, conservant un grand sang-froid dans les circonstances les plus difficiles »